# Jean Huré

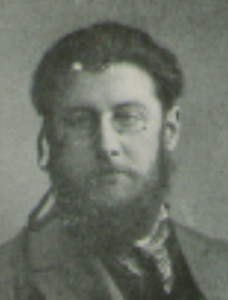
Imagen de Jean Huré

Jean Huré fue un pianista, organista, musicólogo, teórico musical y compositor francés nacido en Gien (Loiret) el 17 de septiembre de 1877 y fallecido en Paris el 27 de enero de 1930.

## Biografía
Se dedicó desde los doce años a la interpretación como pianista y organista, estrenando su primera composición propia a la edad de diecisiete años. Virtuoso de gran talento, realizó giras como pianista por toda Europa, conociendo un considerable éxito. Como organista, fue titular sucesivamente de las iglesias parisinas de Notre-Dame-des-Blancs-Manteaux, Saint-Martin-des-Champs, Saint-Séverin y Saint-Augustin, sucediendo en esta última en el puesto a Eugène Gigout en 1926.
En 1924 fundó la revista L’Orgue et les organistes, de la que asumió la dirección; publicó numerosas obras sobre la técnica del piano y del órgano.
Compuso igualmente música de cámara (sonatas, nocturnos, dos cuartetos para cuerda, etc.), música vocal, obras para la escena así como algunas composiciones para órgano.

## Obras
Para la escena
- La catedral, elegía teatral (1910), manuscrito
- En el bosque sagrado, ballet (1921)

Orquesta
- Aire para viola o violonchelo y orquesta (1902)
- Nocturno para piano y orquesta (1903)
- Preludio sinfónico ( ?)
- Sinfonía nº 1 (1896), manuscrito
- Sinfonía nº 2 (1897), manuscrito
- Sinfonía nº 3 (1903), manuscrito
- Concierto para viola y orquesta, manuscrito

Música sagrada
- Te Deum para soprano, dos voces y orquesta (1907)
- Ave Maria para dos voces femeninas (1924)

Música vocal
- Siete canciones bretonas para piano y voz (1910)
- L’âme en peine para cuatro voces solistas (1925)
- Tres melodías para voz y piano (1925)
- Cuatro poemas de A. Grénuilly” para voz y piano (1929)
- Cuatro cartas de mujeres para voz y piano (1929)
- Tres canciones monódicas (A. Spire) para voz sola (1930)

Música de cámara
- Air para violonchelo y piano u órgano (1901)
- Cancioncilla para violonchelo o alto y piano (1901)
- Poemas infantiles para piano (1906)
- Sonata para violonchelo y piano nº. 1 en fa sostenido menor (1907)
- Sonatina para viola y piano (1909)
- Sonata para violonchelo y piano nº. 2 en fa mayor (1913)
- Suite sobre canciones bretonas para viola, violonchelo, piano o arpa (1913)
- Quinteto para piano y cuarteto de cuerdas (1913)
- Cuarteto para cuerdas nº. 1 (1917)
- Sonata para violonchelo y piano nº. 3 en fa sostenido mayor (1920)
- Serenata en trío para piano, viola y violonchelo (1920)
- Sonata para viola y piano (1920)
- Primera sonata para piano o arpa cromática en fa menor (1920)
- Cuarteto para cuerdas nº. 2 (1921)

Órgano
- Interludio-Elevación para órgano y harmonium (in J. Joubert, Les Maîtres Contemporains de l’Orgue, vol. 1, París, 1911)
- Para la Comunión de una Misa de Gallo en Navidad (in J. Joubert, Les Maîtres Contemporains de l’Orgue, vol. 8, París, 1914)
- Preludio para una misa pontifical (1915)

## Obras escritas
- Chansons et danses bretonnes précédées d'une étude sur la monodie populaire (Angers, 1902)
- Dogmes musicaux (Le Monde Musical, París, 1909)
- Technique du piano (París, 1909)
- Introduction à la technique du piano (París, 1910)
- Défense et illustration de la musique française (Angers, 1915)
- La technique de l’orgue (París, 1918)
- L’Esthétique de l’orgue (Senart, París, 1923)
- Saint Augustin musicien (París, 1924).

### Partituras
- WIMA (enlace roto disponible en Internet Archive; véase el historial, la primera versión y la última). Piezas para el órgano
- IMSLP Partituras diversas

- Datos: Q979267